# Centaurea leucadea
Centaurea leucadea — вид квіткових рослин айстрових (Asteraceae). Ендемік Італії.

## Опис
Це багаторічні дерев'янисті рослини в основі (трав'янисті частини щорічно помирають, залишаються лише дерев'янисті частини). Ця рослина має помітну схожість з Centaurea cineraria. Стебло і листя вкриті густим білуватим пушком. Квітки зібрані у великі лілові голови. Висота рослини коливається від 3 до 5 дм. Листки, як правило, черешкові (прикореневі) і сидячі (стеблові). Уздовж стебла вони розташовані по черзі. Верхні листки 1–2-перисторозсічені. Віночок зазвичай забарвлений у пурпуровий (але також червоний, рожевий, фіолетовий, білий і рідко жовтий) і складається з трубки, що закінчується 5 частками. Цвітіння: червень і липень. Плід — сім'янка з папусом.

## Поширення
Це дуже рідкісний вид, типовий для флори скель, поширення якого обмежене прибережною смугою між Капо ді Леука і Тріказе (Саленто). Найкраще місце існування для цих рослин – це навислі вапнякові скелі. Зустрічаються до 100 м над рівнем моря.